# 레이트 유어 뮤직
레이트 유어 뮤직(Rate Your Music)은 사용자가 음반이나 싱글, EP, 비디오 등에 점수를 매기거나 리뷰를 작성하는 메타데이터 웹 사이트이다.